# Cupid's Chocolates
Cupid's Chocolates (爱神巧克力ING..., Aishen Qiaokeli-ing...) é um manhua criado por Vivian Tian Zong, que conta com 114 capítulos até o momento. Uma adaptação em anime produzida pela Tencent Pictures foi transmitida em dezembro de 2015.

## Enredo
Jiang Hao Yi é um estudante de ensino médio que tem ao seu redor várias garotas, que se confessam para ele. O problema é que ele não reconhece nenhuma delas, sendo a única forma de sair de toda essa confusão é cumprindo o sonho mais desejado delas.

## Personagens
Jiang Haoyi (江浩怡)
O protagonista, ao redor do qual a trama toda gira a partir do momento em que encontra um bolo na parte superior do edifício da escola, compartilhando-o com seis garotas e, assim, tornando-as apaixonadas por ele, sem o próprio saber. É muito esperto, prático e inteligente quando se trata de sair dos problemas, mas não consegue lidar bem com as constantes perseguições das garotas, de seus colegas ou os efeitos secundários da magia; em sua infância foi um menino gênio e prodígio, mas preferiu deixar de lado o interesse nos estudos e ser apenas um garoto normal, além de não perceber os sentimentos que as garotas ao seu redor têm por ele, como efeito dos chocolates.
Xia Zitong (夏子彤)
A primeira garota a se dirigir a ele. Provinda de uma família rica, frequentando a mesma escola das outras garotas, é cobiçada por os garotos da escola por ser rica, bonita e amável. Ela sonhava com uma refeição junto de seu pai, que não a via há mais de um ano, então Haoyi ajudou a reencontrar-se com ele, apesar de ter levado uma surra no processo. Acredita-se que ela é a que mais tem influenciado nos sentimentos de Haoyi. Quando comeu o chocolate, pensou que estava grávida de um filho dele.
Tang Xuan (唐轩)
Tang Xuan foi a segunda garota a aparecer. É muito forte e é respeitada por ser a presidenta do clube de esportes. Ela é respeitada por seus colegas de equipe e temida pelos garotos. Apesar disso, é considerada um modelo de beleza, por seu corpo e busto (que é o maior dentre as outras garotas da trama). Ela costuma fazer cosplay em segredo, já que ela acredita que perderá o respeito que tem por se vestir assim, até que Haoyi a faz se dar conta de que ela pode agir como si mesma e manter sua imagem ante os demais. Quando ela comeu o chocolate, achou que namorava com Haoyi.
Lin Yuan (林元)
Ela foi a terceira garota a aparecer. Vive sozinha com sua mãe, devido ao abandono do pai, até que isso muda quando Haoyi ajudou a reconciliar-se com seu pai. Apesar de mostrar-se séria, decidiu levar sua relação com Haoyi seriamente. Depois de comer o chocolate, a magia criou dois meninos (filhos dela e Haoyi) e a mentalidade de que os dois pais eram casados, apesar de terem somente 16 anos.
Ouyang Xueli (欧阳雪莉)
Amiga da infância de Haoyi, ela o ama muito, a ponto de ameaçar qualquer garota que esteja relacionada a ele (traços característicos de uma yandere). Ela não foi afetada pelo bolo. Diz-se que ela teve um ex-noivo que a causou feridas emocionais e psicológicas, que não foram mencionadas. Haoyi pensa que seu amor e obsessão por ele, são uma forma de procurar proteção e cuidado, mas depois descobre que os sentimentos de Xueli são genuínos.
Mei Tata (梅塔塔)
Uma torpe cupido que numa ocasião mencionou que era a pior de todos seus colegas, ela vem a cuidar a Haoyi, ainda que em decorrência da série se pensa quese pôde encariñar com Haoyi, por sua bondade e empenho de ajudar a cumprir os sonhos das garotas.
erro em {{japonês}}: Texto em japonês ou romaji necessário (ajuda)
Introduzida na segunda parte do manwua e na segunda temporada do anime, Sandy é uma ídolo que, por sofrer a sobrecarga do trabalho, apenas queria ser livre, conhecer o mundo e ser normal. Seu melhor e único amigo da infância cuidava dela porque era considerada uma pessoa rara, mas, no fim das contas, foi obrigada a seguir a carreira de ídolo, até que caiu num estado similar a um coma. Após comer o chocolate, as lembranças de seu amigo da infância foram alterados para que Haoyi fosse seu amigo. O efeito dos chocolates nela foi maior que nas outras, permitindo criar uma dimensão alternada com seu espírito, mas Haoyi a ajuda, salva sua alma e cancela o contrato por ela. Ela também conhece Tata e apesar de saber que suas lembranças sozinhas são produto da magia dos chocolates, seus sentimentos de amor para Haoyi só crescem, pela gratidão que ela afirma ter por ele.
Yuan Yuan (袁元)
Ela é a vizinha de Haoyi e irmã gêmea de Tao Tao.
Tao Tao (陶涛)
Ela é a vizinha de Haoyi e irmã gêmea de Yuan Yuan.